# Citharichthys gordae
Citharichthys gordae är en fiskart som beskrevs av Charles William Beebe och Tee-van, 1938. Citharichthys gordae ingår i släktet Citharichthys och familjen Paralichthyidae. IUCN kategoriserar arten globalt som otillräckligt studerad. Inga underarter finns listade i Catalogue of Life.